# Axel Salto
Axel Johannes Salto, né le 17 novembre 1889 à Copenhague et mort le 21 mars 1961 à Frederiksberg, est un céramiste danois. Il est reconnu internationalement pour ses créations en grès inspirées de fruits et de végétaux.

## Biographie
Axel Salto fit ses débuts en 1911. Durant son voyage à Paris en 1916, il rencontre Picasso et Matisse et retourne au Danemark conforté dans sa recherche qu'il définira comme « la recherche d'une structure solide, des tonalités colorées pures et monumentales, en un mot de l'essence de l'art ». Il participe à la fondation du groupe De Fire qui regroupe des peintres et illustrateurs comme Vilhelm Lundstrøm, Svend Johansen et Karl Larsen.
Etablis en France dans les années 1920, les membres du groupe se séparent régulièrement durant toute la décennie.
La carrière de céramiste d'Axel Salto débute avec l'exposition internationale des Arts décoratifs et industriels modernes de Paris de 1925. Salto présente à cette occasion une série de pièces de grès commanditées par l'entreprise danoise Bing & Grøndahl. Le succès est immédiat et Salto produit, en 20 ans de carrière, plus de 3000 grès, majoritairement dans l'atelier de Carl Hallier, dans la banlieue de Copenhague à Frederiksberg. À partir des années 1930, sa production est essentiellement éditée par Royal Copenhagen.

## Œuvres
Librement inspirées des formes naturelles, les céramiques et glaçures d'Axel Salto reproduisent la diversité de textures et de coloris des algues et des plantes, en une métamorphose continuelle. Ses vases naturalistes sont dits germinants, bourgeonnants ou cannelés.

## Récompenses
Ses œuvres, couronnées de nombreux prix sont présentes dans de multiples collections à travers le monde.
- 1915, 1922-1923, 1926, 1929 : Kunstakademiets stipendium
- 1921 : Oluf Hartmanns Legat
- 1921 : Den Raben-Levetzauske Fond
- 1925 : Médaille d'argent, Exposition internationale des Arts décoratifs et industriels modernes, Paris
- 1931 : Det Hirschsprungske Legat
- 1932 : J.R. Lunds Legat
- 1932 : Zahrtmanns Legat
- 1937 : Grand prix, Exposition universelle, Paris
- 1938 : Benny Claudi-Pedersens Legat
- 1938 : Médaille Eckersberg
- 1951 : Grand Prix de la Triennale de Milan.
- 1956 : Det anckerske Legat
- 1959 : Médaille du Prince Eugène
- 1959 : Statens Kunstfond
- 1959 : Æresmedlem af Kunstnerforeningen af 18. November
- 1959 : Médaille d'or, international keramikudstilling, Musée des beaux-arts, Ostende, Belgique.